# Castanet-Tolosan
Castanet-Tolosan (okcitansko Castanet Tolosan) je jugovzhodno predmestje Toulousa in občina v južnem francoskem departmaju Haute-Garonne regije Jug-Pireneji. Leta 2010 je naselje imelo 11.033 prebivalcev.

## Geografija
Naselje leži v pokrajini Languedoc ob kanalu du Midi, 12 km jugovzhodno od središča Toulousa.

## Uprava
Castanet-Tolosan je sedež istoimenskega kantona, v katerega so poleg njegove vključene še občine Aureville, Auzeville-Tolosane, Auzielle, Clermont-le-Fort, Goyrans, Labège, Lacroix-Falgarde, Mervilla, Péchabou, Pechbusque, Rebigue, Saint-Orens-de-Gameville, Vieille-Toulouse in Vigoulet-Auzil s 40.552 prebivalci (l. 2010). 
Kanton Castanet-Tolosan je sestavni del okrožja Toulouse.

## Pobratena mesta
- Argyroupoli (Atika, Grčija),
- Cocorăştii Mislii (Muntenija, Romunija),
- Santa Lucia di Piave (Benečija, Italija).